# Shiba, Guangdong
Shiba (kinesiska: 石坝) är en köping i sydöstra Kina. Den ligger i Boluo härad i staden Huizhou i provinsen Guangdong, omkring 140 kilometer öster om provinshuvudstaden Guangzhou. Antalet invånare är 39 149. Befolkningen består av 19 521 kvinnor och 19 628 män. Barn under 15 år utgör 23,0 %, vuxna 15-64 år 65 %, och äldre över 65 år 10,0 %.